# Zaricine, Bilozerka
Zaricine (în ucraineană Зарічне) este un sat în comuna Inhuleț din raionul Bilozerka, regiunea Herson, Ucraina.

## Demografie
Componența lingvistică a localității Zaricine
     Ucraineană (71,95%)
     Rusă (10,98%)
     Belarusă (4,88%)
Conform recensământului din 2001, majoritatea populației localității Zaricine era vorbitoare de ucraineană (71,95%), existând în minoritate și vorbitori de armeană (12,2%), rusă (10,98%) și belarusă (4,88%).